# Сита Галина Миколаївна
Галина Миколаївна Сита (нар. 29 січня 1940, м. Харків) — український науковець, математик, історик української математики.

## Життєпис
Її батько — науковець-хімік Ситий Микола Максимович, лауреат Ленінської премії (1962), мав винаходи з проблем використання вибухів у народному господарстві.
Закінчила механіко-математичний факультет Київського університету (1962), займалася в Інституті математики Академії наук України граничними теоремами теорії випадкових процесів та асимптотичними оцінками мір у функціональних просторах: стала кандидатом фізико-математичних наук (1965).
Працювала доцентом Національного педагогічного університету імені Михайла Драгоманова.

## Історик математики
Займається поверненням призабутих імен українських математиків світового рівня — Георгія Вороного, Михайла Остроградського, Михайла Кравчука, Миколи Чайковського й Віктора Буняковського та інших.
Займалася впорядкуванням могил:
- Георгія Вороного (с. Журавка на Чернігівщині, 1982, гранітний обеліск)
- Михайла Остроградського (с. Хорішки на Полтавщині, гранітний знак з його барельєфом, 1985, скульптор В. Білоус, архітектори В. Квас і Є. Ширай), Займалася:
- встановлення меморіальних дощок Михайлу Кравчуку (Київ, Луцьк) та Михайлу Остроградському (Полтава, на фасаді будинку Старицьких, де закінчився його земний шлях; 1985);
- встановленням пам'ятників Остроградському (2001, Полтава, на вулиці його імені біля одного з корпусів педагогічного університету, який започаткував і перший народний музей ученого) та Буняковському (м. Бар, 2004);
- Організацією першої міжнародної конференції ім. Михайла Кравчука (Київ, 1992), конференцій у пам'ять про Вороного (1993, 1998, 2003, 2008)[3], двох конференцій, присвячених Буняковському (Київ, 2004) й «Простір Скорохода: 50 років потому» (Київ, червень 2007 року);
- присвоєнням імені Остроградського (1983) Хорішківській школі, де ентузіазмом її директора В. Кучук обладнано й музейну кімнату (1986);
- підготовкою присвячених Отроградському: науково-документального фільму (творча група «Автор»), випуску Національним Банком ювілейної двогривневої монети, випуску державним видавництвом «Марка України» оригінального поштового конверта (художник Ольга Колісник).

## Наукові праці
Опублікувала 25 праць з математики:
- про граничний розподіл функціоналів від послідовності сум незалежних випадкових величин;
- про граничні теореми для певних функціоналів від випадкових блукань і інтегралів від броунівського процесу: «О некоторых асимптотических представлениях для гауссовой меры в гильбертовом пространстве» (збірник «Теория случайных процессов», 1974, вип. 2, с. 93-104)…).

Має понад 50 публікацій з історії вітчизняної математики. Серед них — видання, присвячені ювілейним датам вчених-математиків Г.Вороного, В.Буняковського, М. Остроградського, А. Скорохода (9 книжок видані Інститутом математики НАН України, дві останні книги випущено спільно з НПУ імені М. Драгоманова):
1. Voronoï's Impact on Modern Science (1998). Volumes 1,2, 504 с. (уклад., ред., разом з П.Енгелом (Швейцарія));
2. Skorokhod's Ideas in Probability Theory (2000) 336 с. (уклад., ред., разом із В.Королюком і М.Портенком);
3. Михайло Васильович Остроградський (до 200-річчя з дня народж.) (2001) 128 c. (уклад., ред., разом із А.Самойленком);
4. Mykhailo Ostrohradsky (Mikhail Ostrogradsky). Honoring his bicentenary. (2001) 236 с. (уклад., ред., разом із А.Юрачківським);
5. Вплив наукового доробку Г.Вороного на сучасну науку (2003).
6. Віктор Якович Буняковський (до 200-річчя з дня народження) (2004), 206 c. (уклад., ред. разом із М.Горбачуком і А.Юрачківським);
7. Анатолій Володимирович Скороход. Біобібліографія (2005), 157 с. (уклад., ред. разом з М. І. Портенком);
8. Voronoï's Impact on Modern Science. Book 3: Proceedings of the Third Voronoï Conference on Analytic Number Theory and Spatial Tessellations (2005), 230 с. (уклад., ред., разом з А.Юрачківським і П.Енгелом).
9. Voronoï's Impact on Modern Science. Book 4, volume1: Proceedings of the 4th International Conference on Analytic Number Theory and Spatial Tessellations (2008), Drahomanov National Pedagogical University & Institute of Mathematics of National Academy of Sciences of Ukraine, eds.: A.Laurincikas(Lithuania), J.Steuding (Germany), compiled by H.Syta, xii+ 260 pp.
10. Voronoï's Impact on Modern Science. Book 4, volume 2 : Proceedings of 5th International Symposium on Voronoi Diagrams in Science and Engineering (2008), Drahomanov National Pedagogical University \& Institute of Mathematics of National Academy of Sciences of Ukraine, eds.: K.Sugihara (Japan), D.-S.Kim (Korea), compiled by H.Syta, x + 256 pp

Є співредактором та автором архівних досліджень:
- «Михайло Васильович Остроградський (до 200-річчя з дня народження)», Київ, 2001, — «Родовід Остроградського», с. 117—127;
- «Вплив наукового доробку Г. Вороного на сучасну науку» (Київ, 2003) — «Життєвий шлях Георгія Вороного», с. 9 — 22;
- «Віктор Якович Буняковський (до 200-річчя з дня народження)», Київ, 2004 — «Список праць В. Я. Буняковського» (разом з Наталією Єрмолаєвою), с. 13 — 44…

Інтерв'ю:
1. Галина Сита (Київ, 1989): «Велика історія всієї Батьківщини складається з малих історій наших міст і сіл».